# Jugul intracarpatic
Jugul intracarpatic reprezintă un șir de culmi muntoase scufundate, care realizează o legătură între Carpații Occidentali și cei Orientali, situate în nord-vestul Depresiunii colinare a Transilvaniei. Acest sector separă bazinul de sedimentare al Transilvaniei de marea depresiune panonică aflată spre vest.

## Geomorfologie
Se află la nord de valea Barcăului și, este structurat din două aliniamente de horsturi
 supuse inițial unor mișcări de ascensiune și ulterior de scufundare. Aliniamentul vestic este constituit dintr-o serie de măguri mai joase: Măgura Șimleu și Dealul (Culmea) Codru, iar cel estic de Munții Meseș și culmile Prisnel, Dealul Mare, Dealul Dumbrava, Preluca și Culmea Brezei. Altitudinea lor este redusă, rar depășind 800 m.
Aceste spinări muntoase și măguri de vârstă hercinică sunt formate în general din șisturi cristaline și calcare și, sunt înconjurate de dealuri din formațiuni sedimentare paleogene în est și neogene în vest, care închid o serie de depresiuni: Depresiunea Șimleu, Depresiunea Lăpuș, Depresiunea Baia-Mare și Depresiunea Almaș-Agrij.
Rețeaua hidrografică este tributară Someșului. Principalele ape curgătoare sunt: , Lăpuș, Crasna, Zalău, Râul Agrij, Someș.

## Structură
Aliniamentul vestic:
- Măgura Șimleu (597 m) – este situată la est de dealurile Crasnei și la nord și est de Depresiunea Șimleu, în bucla formată de cursul superior la Crasnei. Culmea este netedă, mărginită de văi adânci. Este formată din șisturi cristaline. Pe versanții nordici este acoperită de păduri de carpen și gorun, iar pe cei sudici de vii și livezi.[1]
- Dealul Codru (580 m în vârful Lespezi) este situat la vest de Someș, în estul și sud-estul Depresiunii Baia-Mare.

Aliniamentul estic:
- Vezi și articolul:  Munții MeseșVezi și articolele [[{{{2}}}]] și [[{{{3}}}]]Vezi și articolele [[{{{4}}}]], [[{{{5}}}]] și [[{{{6}}}]]Vezi și articolele [[{{{7}}}]], [[{{{8}}}]], [[{{{9}}}]] și [[{{{10}}}]]Vezi și articolele [[{{{11}}}]], [[{{{12}}}]], [[{{{13}}}]], [[{{{14}}}]] și [[{{{15}}}]]Vezi și articolele [[{{{16}}}]], [[{{{17}}}]], [[{{{18}}}]], [[{{{19}}}]], [[{{{20}}}]] și [[{{{21}}}]].
- Culmea Prisnel (numită și Dealul Prișnel, 651 m în vârful Prisnel) – este situată în nord estul Munților Meseș, în prelungirea acestora. Are culmea teșită ca o platformă și povârnișuri abrupte.  În mare parte este acoperită de păduri de carpen și gorun. Este formată din șisturi cristaline și petice de calcar[1] eocen sau oligocene, precum și din gresii.[6]
- Dealul Mare este situat la nord de Prisnel și la vest de Preluca.
- Dealul Dumbrava (558 m)  - este situat la nord-vest de Preluca ambele fiind delimitate de falii – spre nord[necesită citare]. Are aspectul unei cueste cu orientare nordică.[6]
- Culmea Preluca (810 m în vârful Florii) – este situată la nord de Podișul Someșan și la vest de Depresiunea Lăpuș, pe direcția est-vest între Râul Lăpuș (la sud) și aliniamentul văilor Cavnic și Bloaja (la nord). Are culmea largă și teșită ca o platformă, iar spre nord are abrupturi tectono–erozive. Este formată din șisturi cristaline. În proporție mare este acoperită de păduri de fag și gorun.[1] La vest se află Dealul Țicău (Dealurile Silvaniei)
- Culmea Breaza (974 m) se află la sud-est de cea a Prelucăi și,  închide la sud Depresiunea Lăpuș.[7]

## Poarta Someșană
Reprezintă porțiunea cea mai coborâtă din jugul intracarpatic.. Spre vest desparte prelungirile vestice ale Munților Igniș de Culmea Codrului, iar spre est culmea Meseșului de Dealul Mare și Culmea Preluca. Întinderea ei este controversată, uneori fiind identificată cu Jugul Intracarpatic.

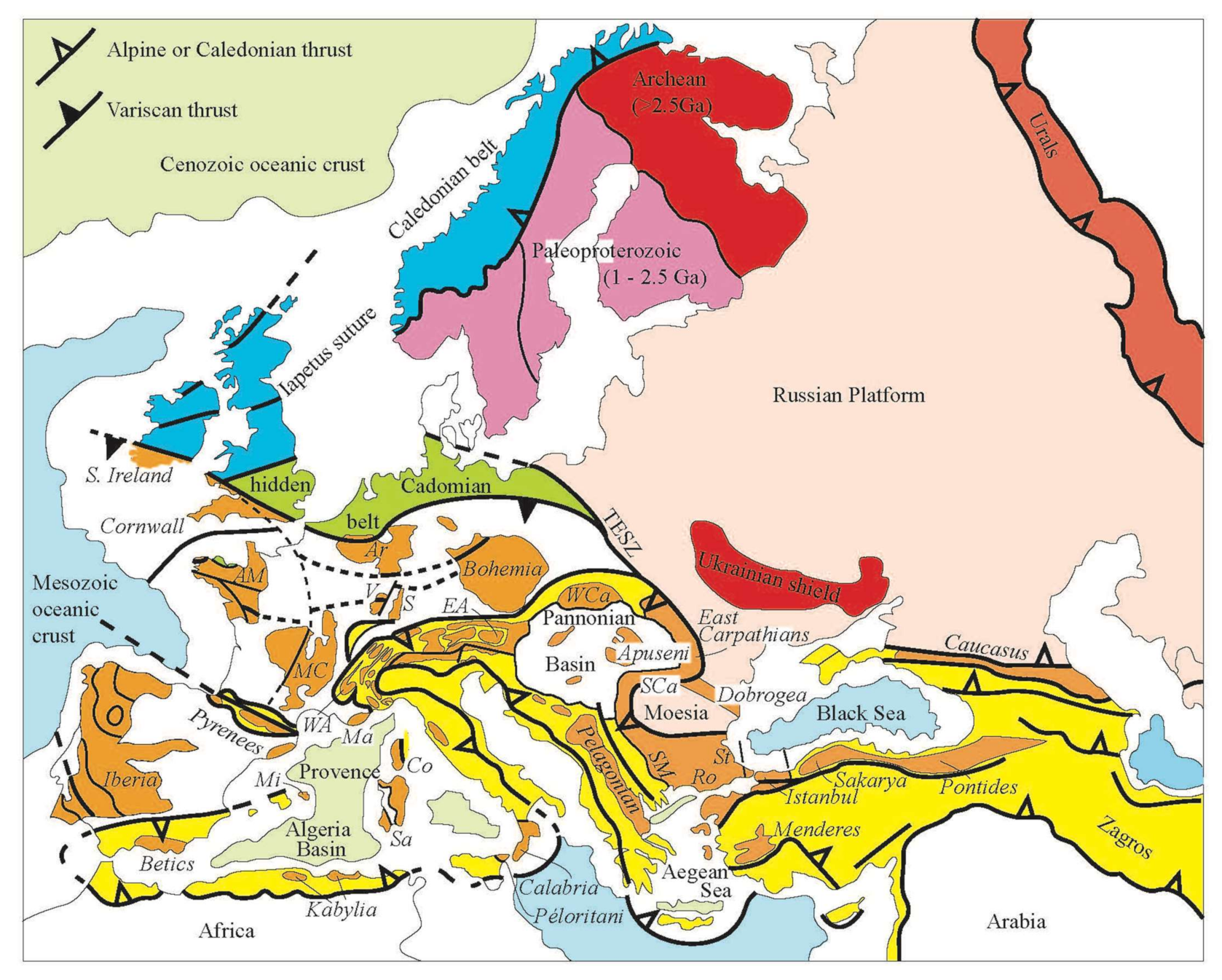
Harta tectonică a Europei. Centura hercinică, în portocaliu, ocupă partea mediană a continentului dintre centura caledoniană paleozoică timpurie, în albastru, din nordul Europei și centura alpină cenozoică, în galben, din sudul Europei.

## Controverse
În legătură cu caracterul fizico-geografic al acestei regiuni, există controverse legate fie de apartenența la una sau cealaltă dintre unitățile majore de orogen carpatic (orientală sau occidentală), sau de caracterul identitar propriu.
În stadiul actual există trei teorii principale:
- Prima ipoteză – aceea a unei unități de legătură între Carpații Occidentali și Orientali precum și denumirea de Jug intracarpatic, aparțin lui Vintilǎ Mihǎilescu (1921, 1930, 1935-1936)
- O a doua ipoteză – aceea a unei subunități montane a Munților Apuseni, aparține lui P. Coteț și C. Martiniuc (1960)
- O ultimă ipoteză – definește aliniamentul ca fiind un bloc complex cu o evoluție independentă, ce aparține Podișului (Dealurilor) Silvaniei și s-a format prin ridicarea acestuia. Ipoteza aparține lui V. Mutihac (1992) și a fost reformulată sub forma existenței unui Bloc montan al Silvaniei (I. Mac, 2003), deoarece zona are caracteristicile unui areal intramontan, închis de structuri ale orogenezei hercinice, actual reduse și aflate în stadiul de odihnă.